# 洛夫島
洛夫島是美國的島嶼，位於阿圖島東南面的太平洋海域，屬於尼爾群島的一部分，由阿拉斯加州負責管轄，長0.68公里、寬0.31公里，面積0.15平方公里，島上無人居住。
52°50′11″N 173°12′26″E / 52.83639°N 173.20722°E